# Noords skiën

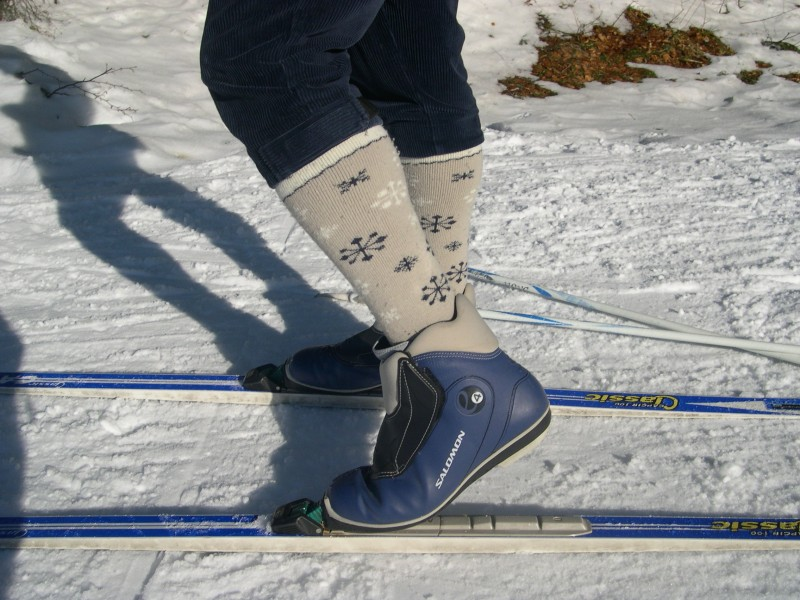
Bevestiging van de schoen

Noords skiën is de verzamelnaam voor twee uit Scandinavië afkomstige skidisciplines, namelijk het schansspringen en het langlaufen. Als in een wedstrijd beide onderdelen aan bod komen, spreekt men van een noordse combinatie. Ook telemarken behoort tot het Noords skiën. Typerend aan het Noords skiën is het feit dat de schoen alleen aan de punt aan de ski bevestigd is, en de hak dus vrij blijft.
Hierin vindt men dan ook het onderscheid met het alpineskiën, waarbij de gehele voet vast aan de ski zit. Deze vorm van skiën is rond het einde van de 19e eeuw ontstaan uit de Noordse wijze. De hellingen in de Alpen zijn echter steiler en langer dan die in Scandinavië, waar een vaste voet toch voordeliger bleek.
Sinds 1924 worden wereldkampioenschappen noords skiën gehouden. 